# Playa de El Dólar
La playa de El Dólar es una arenal que se encuentra en la localidad española de Arnao, en el concejo asturiano de Castrillón. El grado de urbanización y de ocupación son altos y su entorno es industrial. El lecho tiene pequeñas zonas de arenas de grano medio y de color oscuro. Las bajadas peatonales son muy fáciles. Los grados de urbanización y ocupación son muy bajos.
Para acceder a la playa hay que tomar como referencias los núcleos poblacionales de Arnao y  Salinas. Desde la Playa de Salinas se puede acceder circulando en dirección oeste o bien desde  Piedras Blancas en dirección este, hacia Arnao, sin entrar en la población, circunvalando la antigua fábrica y dejar el coche en un pequeño aparcamiento que hay antes de cruzar el túnel. No tiene ningún servicio y la actividad recomendada es la pesca submarina o deportiva a caña.